# Винтовка Верндля
Винтовка Верндля (известна также как Werndl-Holub M1867) — австро-венгерская однозарядная винтовка образца 1867 года системы Йозефа Верндля (1831—1889) и Карела Голуба (1830—1903). Состояла на вооружении австро-венгерской армии, сменив винтовку Венцля (переделка капсюльной винтовки Лоренца в казнозарядную). Производилась на заводе Josef und Franz Werndl & Comp., Waffenfabrik und Sägemühl. Винтовки Верндля под патрон 11,15×58 мм R сняли с вооружения 1886 году. Винтовок образца 1877 года было выпущено порядка 300 000. С 1886 года их производство прекратили в связи с перевооружением армии на Steyr Mannlicher M1886. Однако винтовка приняла участие в Первой мировой войне в связи с недостатком современных винтовок.

## Описание
Винтовка первых серий снаряжалась патронами 11,15×42 мм R, с 1877 года винтовка стала выпускаться под патрон 11,15×58 мм R. Образцы 1867 и 1873 гг. перестволялись под новый патрон и получали маркировки М1867/77 и М1873/77 соответственно. Винтовка имела своеобразный затвор, сохраняющий принцип разделения запирающего и ударного механизмов. Внешне затвор представлял собой цилиндр с выемкой для патрона. Через затвор проходил ударник по которому ударял курок. Система позволяла производить до 20 выстрелов в минуту. Курок взводился вручную. Винтовка имела в каждом образце две версии: винтовка и карабин.
В 1873 году введены некоторые усовершенствования в систему:
Плоская пружина оси затвора заменена спиральной пружиной в самом затворе; вместо обыкновенного наружного бокового курка устроен в таком же боковом замке серединный курок, что значительно упростило и упрочнило систему замка. Экстрактор Верндль — коленчатый в виде оси и коленчатых рычагов; по одному рычагу бьет затвор и придает экстрактору вращательное движение: в это время другой рычаг, служащий зацепом за закраину гильзы, выбрасывает последнюю из патронника.

## Варианты
- Винтовка Верндля образца 1867 года
- Винтовка Верндля образца 1873 года
- Винтовка Верндля образца 1877 года — под патрон 11,15×58 мм R.

## Сравнительная характеристика
|              |               |                           | Комитетом вооружения Армии США     | Комитетом вооружения Армии США     | Комитетом вооружения Армии США     | Комитетом вооружения Британской Армии | Комитетом вооружения Британской Армии | Комитетом вооружения Британской Армии | Комитетом вооружения Британской Армии | Комитетом вооружения Британской Армии | Комитетом вооружения Британской Армии | Комитетом вооружения Британской Армии | Комитетом вооружения Британской Армии | Комитетом вооружения Британской Армии | Комитетом вооружения Британской Армии | Комитетом вооружения Британской Армии |
| ------------ | ------------- | ------------------------- | ---------------------------------- | ---------------------------------- | ---------------------------------- | ------------------------------------- | ------------------------------------- | ------------------------------------- | ------------------------------------- | ------------------------------------- | ------------------------------------- | ------------------------------------- | ------------------------------------- | ------------------------------------- | ------------------------------------- | ------------------------------------- |
| Винтовка     | Винтовка      | Винтовка                  | Среднее абсолютное отклонение (мм) | Среднее абсолютное отклонение (мм) | Среднее абсолютное отклонение (мм) | Скорость пули (м/сек)                 | Скорость пули (м/сек)                 | Скорость пули (м/сек)                 | Скорость пули (м/сек)                 | Скорость пули (м/сек)                 | Высота траектории (м)                 | Высота траектории (м)                 | Высота траектории (м)                 | Высота траектории (м)                 | Масса (г)                             | Масса (г)                             |
| Винтовка     | Винтовка      | Винтовка                  | 457 м                              | 731,5 м                            | 960 м                              | 0                                     | 460                                   | 910                                   | 1400                                  | 1800                                  | 460                                   | 910                                   | 1400                                  | 1800                                  | пороха                                | пули                                  |
| однозарядная | Пибоди        | США                       | 424                                | выбыли из испытаний                | выбыли из испытаний                | нет данных                            | нет данных                            | нет данных                            | нет данных                            | нет данных                            | нет данных                            | нет данных                            | нет данных                            | нет данных                            | нет данных                            | нет данных                            |
| однозарядная | Грина         | США                       | 503                                | выбыли из испытаний                | выбыли из испытаний                | нет данных                            | нет данных                            | нет данных                            | нет данных                            | нет данных                            | нет данных                            | нет данных                            | нет данных                            | нет данных                            | нет данных                            | нет данных                            |
| однозарядная | Мартини-Генри |                           | 261                                | 510                                | 856                                | 401                                   | 265                                   | 202                                   | 155                                   | 119                                   | 2,9                                   | 14,6                                  | 44,8                                  | 109                                   | 5,5                                   | 31                                    |
| однозарядная | Бердана       | Российская империя        | 325                                | 678                                | 1859                               | 440                                   | 266                                   | 197                                   | 145                                   | 108                                   | 2,4                                   | 14,3                                  | 46,2                                  | 118,5                                 | 5                                     | 24                                    |
| однозарядная | Бомона        | Голландская империя       | 416                                | выбыли из испытаний                | выбыли из испытаний                | нет данных                            | нет данных                            | нет данных                            | нет данных                            | нет данных                            | нет данных                            | нет данных                            | нет данных                            | нет данных                            | 4,5                                   | 22                                    |
| магазинная   | Веттерли      | Швейцария                 | 574                                | выбыли из испытаний                | выбыли из испытаний                | 440                                   | 255                                   | 181                                   | 129                                   | 93                                    | 2,6                                   | 15,9                                  | 53,7                                  | 143,2                                 | 4                                     | 20                                    |
| однозарядная | Верндля       | Австро-Венгерская империя | «дикое»                            | выбыли из испытаний                | выбыли из испытаний                | 439                                   | 260                                   | 190                                   | 137                                   | 100                                   | 2,5                                   | 15                                    | 49,6                                  | 129,8                                 | 5                                     | 24                                    |

## Страны-эксплуатанты
- Австро-Венгрия
- Чехословакия
- Княжество Черногория
- Княжество Албания[8]
- Афганистан[9]
- Аргентина (ограниченно)[10][11]
- Эфиопская империя[12]
- Персия[13]
- Польские легионы (1914—1918)
- Польша[14][15][16]
- Украинские сечевые стрельцы[17]
- Королевство Югославия[18]

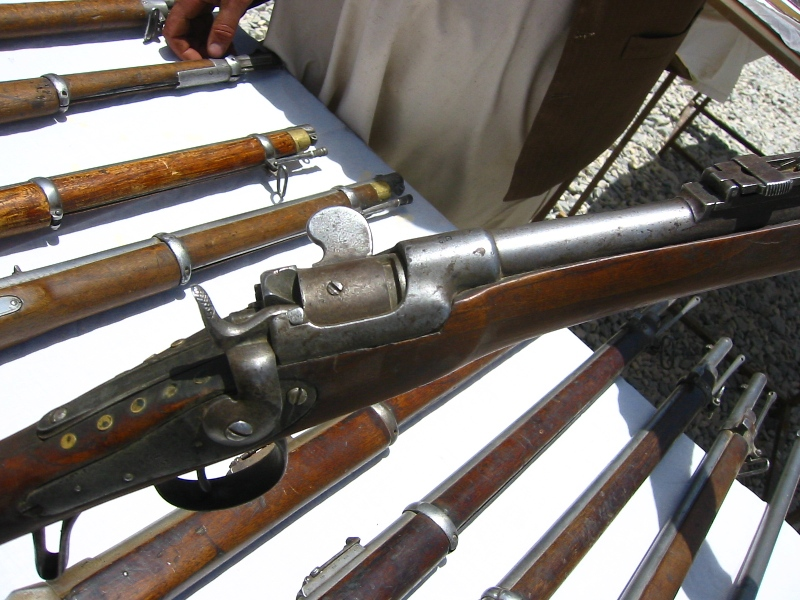
Крановый затвор винтовки Верндля.

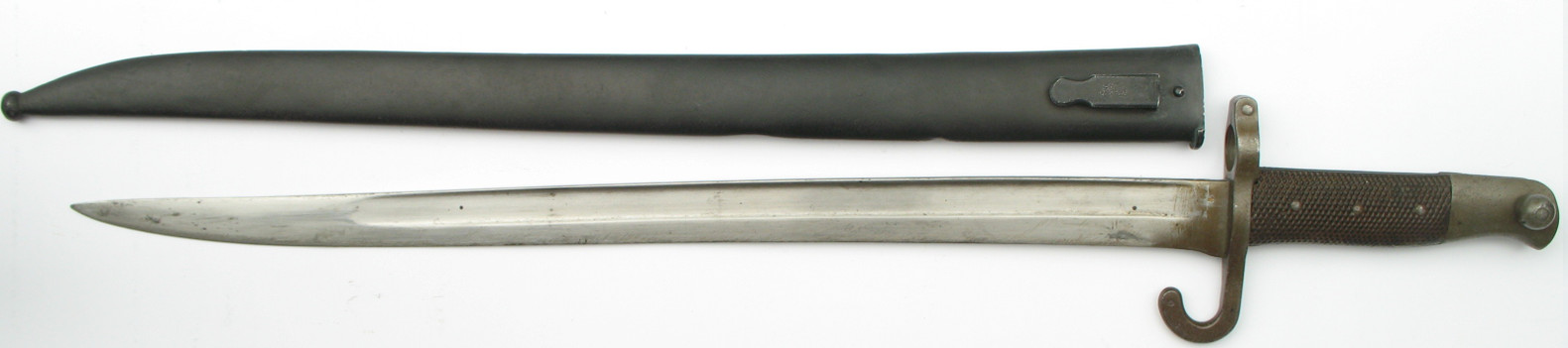
Штык винтовки Werndl M1873

- Нацистская Германия (Небольшое количество применялось на вооружении фольксштурма)